# هجوم أربيل 2024
هجمات أربيل 2024 أو هجمات سوريا وكردستان 2024، هي هجمات صاروخية أطلقت من الأراضي الإيرانية باتجاه مدينة أربيل، عاصمة إقليم كردستان العراق في مساء يوم 15 كانون الثاني/يناير 2024، أُطلق فيها 11 صاروخاً باليستياً. وأدى الهجوم إلى مقتل أربعة أشخاص وإصابة ستة آخرين. استهدف الحرس الثوري الإيراني مقرًا مزعومًا لـ "جاسوس الموساد"، مع عدم وجود دليل رسمي يدعم هذا الادعاء.

## خلفية
في 3 يناير 2024، تعرض حفل تأبيني بمناسبة اغتيال قاسم سليماني عند قبره في شرق كرمان بإيران، لهجوم بتفجيرين. وأسفرت الهجمات عن مقتل ما لا يقل عن 94 شخصًا وإصابة 284 آخرين. وأعلن تنظيم الدولة الإسلامية في وقت لاحق مسؤوليته عن الهجمات.
وتعهد علي خامنئي، المرشد الأعلى لإيران، بـ "برد صارم" على الهجوم وأعلن أن المسؤولين عنه "سيكونون هدفًا محددًا للقمع والعقاب العادل من الآن فصاعدًا".

## الهجوم
أدى الهجوم إلى اغتيال رجل الأعمال بشراو دزايي، الرئيس التنفيذي لشركة إمباير وورلد، وهي شركة تطوير عقاري. وعلى أثر هذه الهجمات أغلق مطار أربيل الدولي مؤقتًا. وسرعان ما تبنى الحرس الثوري الإيراني المسؤولية عن الهجوم. وبالإضافة إلى ذلك، أسقطت قوات التحالف ثلاث طائرات مسيرة بالقرب من المطار. وكشفت وكالة تسنيم للأنباء أن أربعة صواريخ باليستية أُطلقت من كرمانشاه وسبعة أخرى أُطلقت من أذربيجان الغربية، ويعتقد إنها من طراز فاتح 110.
وزعم الحرس الثوري الإيراني أنه ضرب أيضًا قوات تابعة لتنظيم الدولة الإسلامية في شمال غرب سوريا بأربعة صواريخ، مستهدفًا على وجه التحديد منفذي تفجيرات كرمان. وذكرت وكالة تسنيم للأنباء أن القوات الجوية التابعة للحرس الثوري الإيراني أطلقت أربعة صواريخ باليستية من طراز خيبر شكن من محافظة خوزستان عند منتصف الليل، لمسافة 1,200 كيلومتر (750 ميل) لضرب أهدافها في محافظة إدلب. وتعتبر هذه الادعاءات مشكوك فيها، لانه لا وجود لداعش في المنطقة باستثناء عدد غير مؤكد من الخلايا السرية.
ووقع الهجوم في وقت تتزايد فيه الدعوات لرحيل القوات الأمريكية من المنطقة.

## ردود الفعل
إقليم كردستان العراق: ندد مسرور بارزاني بالهجمات وقال الهجوم الغير المبرر أسفر عن سقوط شهداء وجرحى من المدنيين ودعى الحكومة الاتحادية اتخاذ موقف صارم إزاء هذا الانتهاك لسيادة العراق، وطلب من المجتمع الدولي عدم التزام الصمت إزاء الظلم الذي يتعرض له شعب كوردستان
وأكد مجلس الأمن التابع لحكومة كردستان في بيان إن أربعة مدنيين على الأقل قتلوا وأصيب ستة آخرون في الضربات على أربيل، واصفا الهجوم بأنه "جريمة".
وقال مسعود بارزاني في بيان ، إن "الجميع يعلم أن أربيل تعرضت منذ العام 2020 ولغاية الآن لعشرات الهجمات الصاروخية والطائرات المسيرة الجائرة من قبل الحرس الثوري الإيراني والقوات المتحالفة معه"، مؤكدا أن "هذه الهجمات تمثل ظلماً واضحاً بحق الشعب الكوردي 
وقالت مصادر أمنية وطبية عراقية إن رجل الأعمال الكردي المليونير بيشرو ديزاي والعديد من أفراد عائلته كانوا من بين القتلى، الذين قتلوا عندما تحطم صاروخ واحد على الأقل في منزلهم.
الخارجية العراقية : نعرب عن استنكارنا الشديد وإدانتنا للعدوان الإيراني على أربيل وقصف أماكن سكنية آمنة التي ادت الى وقوع العديد من الضحايا ونعد ذلك سلوك عدواني على شعب العراق وإساءة الى حسن الجوار وسنتخذ إجراءات قانونية تجاه العدوان الإيراني على أربيل ومن ضمنها تقديم شكوى لمجلس الأمن
الحرس الثوري الإيراني : أعلن تم تدمير مقر تجسس الموساد في إقليم كردستان العراق ومكان تجمع الإرهابيين في سوريا بـ 24 نوعاً من الصواريخ الباليستية" وأوضح الحرس الثوري، إنه "تم إطلاق الصواريخ ونفذت العملية بنجاح كامل ضد مقر تجسس الموساد في إقليم كردستان العراق ومكان تجمع القادة والعناصر الرئيسية المرتبطة بالأنشطة الإرهابية في البلاد، وخاصة تنظيم داعش الإرهابي وتابع البيان: كما "تم إطلاق عدد 4 صواريخ خيبر شكن من محافظة خوزستان جنوب إيران على مقر التنظيم التكفيري التابع لتنظيم داعش في منطقة إدلب السورية، وإطلاق 4 صواريخ من الغرب و7 صواريخ أخرى من شمال غرب إيران على مقر تجسس الموساد في إقليم كردستان العراق" ولفت البيان إلى إنه "تم إطلاق 9 أنواع من الصواريخ على مواقع المجموعات الإرهابية الأخرى في مناطق أخرى في سوريا" فيما توعد الحرس الثوري الإيراني بمزيد من الهجمات، بالقول: "مرة أخرى أن العمليات الهجومية لقوات الحرس الثوري ستستمر حتى الثأر لآخر قطرات دماء شهداء وطننا الحبيب 
الولايات المتحدة : قالت الخارجية الأمريكية أننا ندين بشدة الهجمات الإيرانية المتهورة في أربيل ونعارض الضربات التي تقوض استقرار العراق ونقدم تعازينا لأسر القتلى  ولم تتعرض قنصليتنا في أربيل ومجمع القنصلية الجديد قيد الإنشاء لأي ضرر
وقالت السفيرة الأمريكية في بغداد في بيان لها على منصة "اكس" أدين بأشد العبارات الهجمات الصاروخية الإيرانية المميتة على إقليم كوردستان العراق، حيث استهدفت المدنيين بشكل متهور وغير مسؤول ، وكذلك هجمات الطائرات المسيّرة على قاعدة أربيل الجوية
إيران إن استهداف مركز للموساد بأربيل ومقر للمسلحين بإدلب يأتي في إطار "مكافحة الإرهاب" والدفاع عن سيادة وأمن البلاد والجمهورية الإسلامية تحترم سيادة البلدان 
المملكة المتحدة : ندتت الخارجية البريطانية بالهجمات واعلنت عن مقتل مواطن يحمل الجنسية البريطانية  كما أدان السفير البريطاني لدى العراق ستيفن هيتشن إطلاق الحرس الثوري الإيراني صواريخ بالتسية على مواقع في إقليم كوردستان وقال هيتشن في منشور على إكس: "إنني أدين عمل إيران العدواني ضد أربيل، الذي يشكل انتهاكا لسيادة العراق وسلامته الإقليمية وأتقدم بأحر التعازي لعائلات الذين قتلوا في هذه الهجمات وأعرب عن دعمي لإقليم كوردستان والحكومة في هذا الوقت الحرج 
الخارجية القطرية : رئيس مجلس الوزراء وزير الخارجية القطري تعليقا على سؤال بشأن قصف إيراني على أربيل: لا يمكن أن نفصل أحداث المنطقة عن بعضها 
الأمم المتحدة : أدانت بعثة الأمم المتحدة في العراق، الهجوم الإيراني على أربيل، وأكدت على وجوب أن تتوقف الهجمات التي تنتهك سيادة العراق وسلامة أراضيه من قبل أي جانب 
جامعة الدول العربية : أدان أحمد أبوالغيط الأمين العام لجامعة الدول العربية، القصف الصاروخي الإيراني الذي استهدف عددا من المناطق في أربيل، مساء أمس، وأودى بحياة عدد من المدنيين الأبرياء في انتهاك سافر لسيادة العراق، وأعرب أبوالغيط عن تعازيه لأسر الضحايا وتمنياته بالشفاء العاجل للمصابين 

## الصراع بين إيران وإسرائيل
لسنوات، انخرطت إسرائيل وإيران في حرب سرية إلى حد كبير من ضمنها عمليات الاغتيال ضد علماء إيران النوويين وتسليح الجماعات المناهضة لإسرائيل وكشفت صحيفة نيويورك تايمز عام 2022 عن هجمات سرية تقودها إسرائيل ضد مواقع عسكرية داخل الاراضي الإيرانية بطائرات مسيرة تنطلق من اربيل وحسب الصحيفة بالنسبة لإسرائيل يعد الهجوم على منشأة الطائرات بدون طيار الإيرانية جزءا من نهج جديد في مواجهة برنامج الطائرات بدون طيار المتنامي في إيران وفي عام 2022 هاجم الحرس الثوري الإيراني اربيل بعدة صواريخ رداً على الهجوم السري
وقال مسؤول استخباراتي كبير للصحيفة إن ست طائرات كوادكوبتر بدون طيار انفجرت في المنشأة الإيرانية بالقرب من كرمانشاه، إيران، في 12 فبراير2022. قال المسؤول، الذي طلب عدم الكشف عن هويته عند مناقشة قضايا الاستخبارات الحساسة، إن المنشأة هي المصنع الرئيسي لتصنيع وتخزين الطائرات بدون طيار العسكرية في إيران، وأن الهجوم الإسرائيلي دمر العشرات منها